# 리눅스의 역사
리눅스는 1991년에 핀란드 학생 리누스 토르발스가 개인 프로젝트로 개발한 오픈 소스 OS 커널이다. 리눅스 커널은 오픈 소스를 바탕으로 계속 성장해 나가고 있다.

## 개발 과정
AT&T가 멀틱스 프로젝트에서 물러난 후, Unix 운영 체제는 AT&T 벨 연구소의 Ken Thompson과 Dennis Ritchie에 의해 1969년에 고안되어 1970년에 처음으로 공개되었다. 나중에 그들은 이것을 이식 가능하게 하기 위해 새 프로그래밍 언어인 C로 다시 작성했다. Unix의 가용성과 이식성은 학술 기관과 기업에 의해 널리 채택되어 복제 및 수정되었다.
1977년, 캘리포니아 대학 버클리 캠퍼스의 Computer Systems Research Group (CSRG)에서는 AT&T의 유닉스 제 6판을 기반으로 BSD를 개발했다. 그러나 AT&T 소유의 유닉스 코드가 포함되어 있어, AT&T는 1990년대 초반에 캘리포니아 대학에 대한 소송 (USL 대 BSDi)을 제기했다. 이로써 BSD의 개발과 사용이 크게 제한되었다.
1980년, Onyx Systems는 초기의 마이크로컴퓨터 기반 Unix 워크스테이션을 판매하기 시작했다. 썬 마이크로시스템즈도 1982년에 Unix 기반 데스크톱 워크스테이션을 판매하기 시작했다. 썬 마이크로시스템즈는 Linux가 나중에 개발되는 것처럼 상용 PC 하드웨어를 사용하지 않았지만, Unix 운영 체제를 실행하는 주로 단일 사용자 마이크로컴퓨터를 유통하는 첫 번째 성공한 상용 시도를 대표했다.